# Fjelstervang Sogn
Fjelstervang Sogn er et sogn i Skjern Provsti (Ribe Stift).
Fjelstervang Kirke blev i 1898 indviet som filialkirke til Vorgod Kirke, og Fjelstervang blev et kirkedistrikt i Vorgod Sogn, som
hørte til Bølling Herred i Ringkøbing Amt. Vorgod sognekommune inkl. kirkedistriktet blev ved kommunalreformen i 1970 indlemmet i Videbæk Kommune, der ved strukturreformen i 2007 indgik i Ringkøbing-Skjern Kommune.
Da kirkedistrikterne blev nedlagt 1. oktober 2010, blev Fjelstervang Kirkedistrikt udskilt som det selvstændige Fjelstervang Sogn.
Stednavne, se Vorgod Sogn.